# Carl Friedrich Mossdorf
Carl Friedrich Mossdorf (* 7. Dezember 1921 in Berlin; † 16. Juli 2012) war ein deutscher Sportjournalist und Verfasser von Büchern zum Thema Reitsport.

## Leben
Mossdorfs Vater Otto war Journalist bei der Deutschen Allgemeinen Zeitung und Fachmann für Außenpolitik. Carl Friedrich Mossdorf nahm am Zweiten Weltkrieg im Dienstgrad eines Oberleutnants als Mitglied des Afrika-Korps teil und wurde schwer verwundet.
Mossdorf war nach dem Krieg als Volontär bei der Zeitung Die Welt tätig, er wurde 1948 von Axel Springer als Mitarbeiter des Hamburger Abendblatts eingestellt und zählte damit zu den ersten Redakteuren der Zeitung. Ebenfalls 1948 war Mossdorf in Hamburg Mitgründer des Deutschen Journalisten-Verbandes und mehr als 64 Jahre dessen Mitglied. Er arbeitete unter Georg H. Meurer in der Sportredaktion des Hamburger Abendblatts und hatte die Leitung dieses Ressorts zwischen 1961 und 1968 inne. Sein Fachgebiet war der Reitsport, mit dem er sich bereits als Jugendlicher beschäftigt hatte. Mossdorf betrieb auch selbst Reitsport und später Trabrennsport. 1965 begab er sich im Auftrag des Hamburger Abendblatts auf eine Reportagereise durch Südamerika, Mossdorf machte in den Ländern Mexiko, Brasilien, Argentinien und Peru Halt.
Im Jahr 1969 wurde sein Buch Josef Neckermann: Weltmeister und Olympiasieger veröffentlicht. 1971 zeichnete ihn die Deutsche Reiterliche Vereinigung mit dem Deutschen Reiterkreuz in Silber aus. Er veröffentlichte mehrere Bücher zum Reitsport, darunter Reiterprofile: Ein Buch vom deutschen Turniersport (erschienen 1961), Josef Neckermann, Weltmeister und Olympiasieger (erschienen 1969), 25 Jahre Preis der Nationen (erschienen 1975), Turniersport von A bis S. Ein Leitfaden für Zuschauer (erschienen 1976) und Die Kavallerieschule Hannover (erschienen 1986).
Mossdorf, der mehr als 60 Jahre mit seiner Frau Liselotte verheiratet war (Hochzeit 1948), war das letzte noch lebende Mitglied der Gründungsredaktion des Hamburger Abendblatts. Er starb im Alter von 90 Jahren. Sein Leben und Wirken ist im Rahmen der Erzählung seiner Familiengeschichte Gegenstand des 2015 erschienenen Buches Die Mossdorfs. Das Schicksal einer Berliner Familie im 20. Jahrhundert.